# Bluecurve

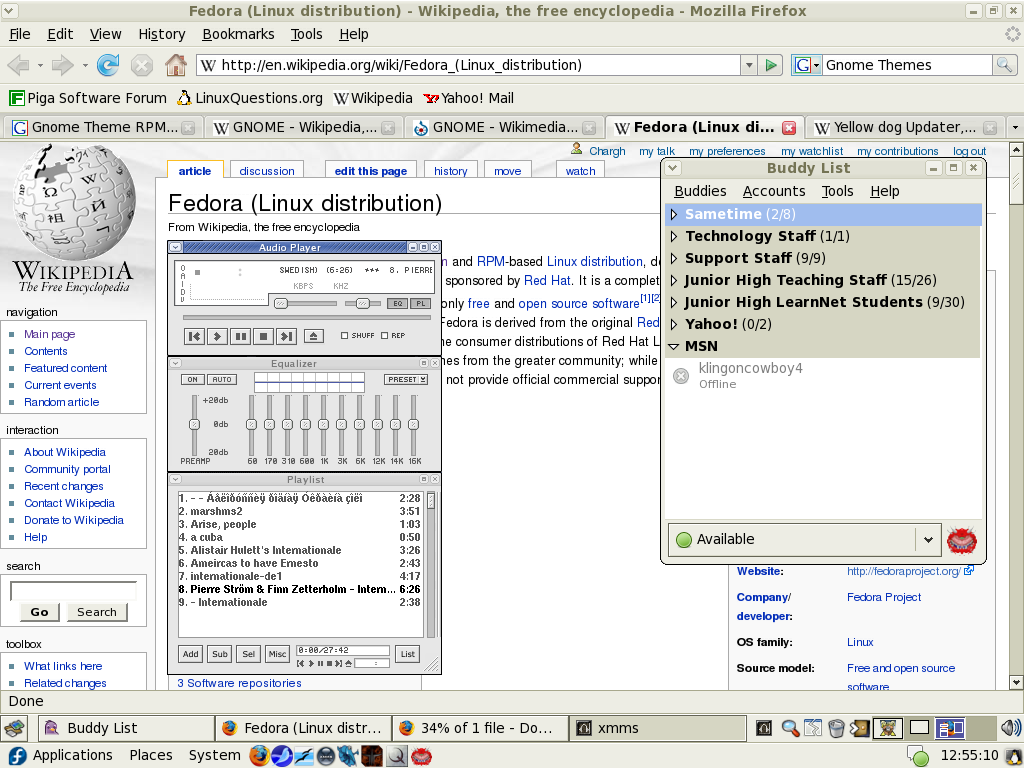
Bluecurve in Fedora

Bluecurve is een thema voor GNOME en KDE gemaakt door het Red Hat Artwork-project. Het belangrijkste doel van Bluecurve was om een consistent uiterlijk te creëren in de Linuxomgeving en verschillende desktopnormen van freedesktop.org te ondersteunen. Het werd gebruikt in Red Hat Linux bij versie 8.0 (en enkele latere versies) en ook in Fedora Core tot en met versie 3.
De Bluecurve-vensterranden en het GTK+-thema zijn vervangen door die van Clearlooks vanaf Fedora 4. De oude Bluecurve-thema's (venstersysteem en widgets) worden echter nog steeds standaard geïnstalleerd en kunnen worden geselecteerd in de thema-manager. De Bluecurve-icoonset blijft geïnstalleerd in Fedora 7, maar werd vervangen als de standaard door Echo.
Er is controverse rond het thema, in het bijzonder de veranderingen in KDE, die voldoende ernstig waren als oorzaak voor ontwikkelaar Bernhard Rosenkränzer om te stoppen bij Red Hat; "meestal in onderling overleg - ik wil niet werken aan verlammende KDE en dat zij niet een werknemer willen die toegeeft dat RHL 8.0's KDE crippleware is." Anderen bekritiseren het gewoon voor het geven van dezelfde look aan beide desktops, ook al zijn ze duidelijk verschillend op vele manieren. Deze aanpak werd vervolgens nagebootst door Mandrake Linux met hun "Galaxy"-thema, dat ook beschikbaar is voor GNOME en KDE, en in Kubuntu 6.06 met het GTK-Qt-thema engine (standaard ingeschakeld).
Ondernemende GUI-artiesten hebben thema's gecreëerd die het Bluecurve-thema nabootsen op andere besturingssystemen, waaronder Windows. Gebruikers kunnen de standaard Windows-pictogrammen ook vervangen door Bluecurve-emulerende iconen met behulp van de IconPackager-toepassing. Een dergelijke set kan worden gedownload op WinCustomize.